# Pierre de Baglion de La Salle
Pierre de Baglion de La Salle de Saillant, né en 1661 à Lyon et mort le 27 septembre 1723, est un ancien évêque de Mende en Gévaudan de 1708 à 1723. 

## Biographie
Né à Lyon, il est issu d'une noble famille italienne, originaire de Pérouse les Baglion ou Baglioni. Il est neveu et vicaire général de l'évêque de Poitiers François-Ignace de Baglion de Saillant. Le 24 décembre 1707, Louis XIV de France le nomme évêque de Mende, cependant il ne reçoit la consécration épiscopale que le 24 juin 1708. L'accession à l'évêché lui a également conféré le titre de comte de Gévaudan, ce titre étant dévolu aux évêques de Mende, depuis l'acte de paréage signé en 1307 par le roi et Guillaume VI Durand. Il se fait remarquer par sa grande charité lors de l'hiver de 1709 et pendant la peste qui sévit de 1720 à 1723 mais il meurt de la petite vérole le 27 septembre 1723 et est inhumé en la cathédrale de Mende.